# The Man from U.N.C.L.E.
The Man from U.N.C.L.E. is een Amerikaanse actieserie uit de periode 1964-1968. In 1983 verscheen de televisiefilm The return of the Man from U.N.C.L.E.

## Verhaal
Napoleon Solo en Illya Kuryakin zijn twee agenten van het Commando van het Verenigd Netwerk voor Ordehandhaving (in het Engels U.N.C.L.E.: the United Network Command for Law and Enforcement), die tegen het kwaad vechten (hoofdzakelijk tegen een organisatie van slechteriken genaamd THRUSH) en charme, verstand en een oneindig assortiment van gadgets gebruiken. De serie heeft 4 jaar geduurd en er zijn 105 afleveringen gemaakt.

## Personages

### Napoleon Solo (Robert Vaughn)
Hij heeft 105 afleveringen meegespeeld, van 1964-1968

### Illya Kuryakin (David McCallum)
Hij heeft 103 afleveringen meegespeeld, van 1964-1968

### Mr. Alexander Waverly (Leo G. Carroll)
Hij heeft 102 afleveringen meegespeeld, van 1964-1968.

## Ian Fleming
Ian Fleming, de schepper van James Bond, had aanvankelijk een rol bij de ontwikkeling van The Man from U.N.C.L.E.
In 1962 werd Fleming benaderd door producent Norman Felton om mee te denken over een nieuwe spionageserie. Fleming bedacht een aantal basisconcepten en personages, waaronder de naam van de hoofdpersoon: Napoleon Solo. Dit was overigens ook de naam van een schurk in zijn Bond-roman Goldfinger. Daarnaast zou er een mentorfiguur genaamd April Dancer zijn, wat later werd hergebruikt voor de spin-off The Girl from U.N.C.L.E.. 
Vanwege zijn contract met EON Productions (de producenten van de James Bond-films) moest Fleming zich al snel terugtrekken uit het project. Zijn bijdragen werden grotendeels herschreven, maar de naam Napoleon Solo en enkele andere elementen bleven behouden. De oorspronkelijke naam voor de show was Ian Fleming's Solo.

## Trivia
- De stunts werden gewoonlijk gedaan door acteurs David McCallum en Robert Vaughn evenals door stuntmannen en de beste versie werd gebruikt. McCallum was niet goed met hoogtestunts en Vaughn niet met water. Zo probeerden ze die stunts te vermijden.
- Napoleon Solo was oorspronkelijk een Canadees. Hoewel Ian Fleming in de creatie van de serie hielp, dreigde op een bepaald moment EON Productions - die de rechten van de roman Goldfinger van Fleming bezat - wettelijke stappen tegen het gebruik van de naam Napoleon Solo te ondernemen.